# Fordwich (Ontario)
Ne doit pas être confondu avec Fordwich.
Fordwich ou Howick est une municipalité du comté de Huron en Ontario au Canada.

## Géographie
Elle est située dans le nord-est du comté de Huron, près de la frontière du comté de Bruce, à l'est de Wingham. La municipalité est formée de trois villages principaux : Fordwich, Gorrie et Wroxeter et de hameaux.

## Histoire
Le canton a été nommé d'après George Gray qui est entré au Parlement en 1829 sous le nom de Lord Howick, prenant le nom de Howick Hall, le domaine de sa famille en Angleterre.
En 1854, les lots du canton sont mis en vente, entraînant une vague de colonisation. Au cours d'une série de fusions municipales en Ontario dans les années 1990 et se terminant en 2001, les limites du canton de Howick sont restées inchangées. Le canton a célébré son 150e anniversaire en 2006.

## Personnalité
- Frank Armington (1876-1941), peintre, y est né.